# مارکوس کورث (بازیکن فوتبال)
مارکوس کورث (انگلیسی: Markus Kurth؛ زادهٔ ۳۰ ژوئیهٔ ۱۹۷۳) بازیکن فوتبال اهل آلمان است.
از باشگاه‌هایی که در آن بازی کرده‌است می‌توان به باشگاه فوتبال کلن، باشگاه فوتبال بایر ۰۴ لورکوزن، باشگاه فوتبال روت‌وایس اسن، باشگاه فوتبال نورنبرگ، و باشگاه فوتبال دویسبورگ اشاره کرد.